# Acrida turrita
Acrida turrita  (лат.) — вид прямокрылых насекомых из семейства настоящих саранчовых.
Тело длиной 3—7,5 см, зелёного, светло-жёлтого или буроватого цвета, иногда с бурыми полосками на голове, переднеспинке и передних крыльях. Голова коническая, глаза продолговатые, теменные ямки трёхугольные, усики мечевидные. Передние крылья узкие заострённые. Задние крылья зеленоватые или желтоватые с красноватыми главными жилками, также заострённые. Ноги тонкие.
Вид имеет фрагментарный ареал, который включает регионы Африки, Азии, Центральной и Восточной Европы. В Европе его присутствие ограничено до нескольких островов в Средиземном море (Сицилия, Сардиния, Корсика, Крит, Мальта, Пантеллерия и Лампедуза), в некоторых регионах Пиренейского полуострова и на Балканском полуострове (Албания, Македония), Молдове, Украине и юге России.
Встречается осенью на сухих травянистых склонах. Питается растениями.